# Château du Champ
 (novembre 2019).
Si vous disposez d'ouvrages ou d'articles de référence ou si vous connaissez des sites web de qualité traitant du thème abordé ici, merci de compléter l'article en donnant les références utiles à sa vérifiabilité et en les liant à la section « Notes et références ».
Le château du Champ est une maison forte devenue château située à Altier en Lozère, en France.

## Le cadre du château du Champ
Le château est situé dans le parc national des Cévennes, sur la commune d'Altier, en Lozère, dans l'ancienne province du Gévaudan et constitue un des prestigieux témoins de l'histoire de cette région. 
Il est bâti sur un promontoire rocheux qu'enserre la rivière l'Altier, environ deux kilomètres en amont du village du même nom. Ce château, blotti au fond de la vallée, apparaît comme écrasé par la puissance et la variété des structures rocheuses qui dominent l'ensemble du paysage. En effet, on passe en quelques mètres, du fond de la vallée à 734 m d'altitude, à des sommets et des plateaux de 800 à 1 000 m et plus, le tout cloisonné et compartimenté par les affluents de l'Altier ou les nombreux méandres de cette rivière. Pour autant, le château, dans la recherche d'un site défensif, a été construit sur un éperon rocheux, dans un méandre de la rivière presque fermé, et dans un passage très étroit de la vallée, ce qui avait pour but de rendre toute manœuvre impraticable. 
Il dresse ses vieilles tours au sein d'un vallon verdoyant en contrebas de la route qui rejoint Villefort à Mende (D 901). La route actuelle qui domine le château est relativement récente : 1835. L'ancienne route royale passait, quant à elle, quelques kilomètres plus haut, sur le plateau, en desservant tout un chapelet de villages et de hameaux (l'Habitarelle, Villespasse, le Bergognon, Pomaret, Cubières, etc.). Le château du Champ est sur le chemin du GR 68 entre Villefort et Le Bleymard. Le GR 44 passe également à proximité du domaine.

## Histoire du Champ

Maison d'Altier : d'argent au chef d'azur.

Les Borne d'Altier : d'or à l'ours rampant de sable, écartelé avec les armes d'Altier qui sont argent au chef d'azur.

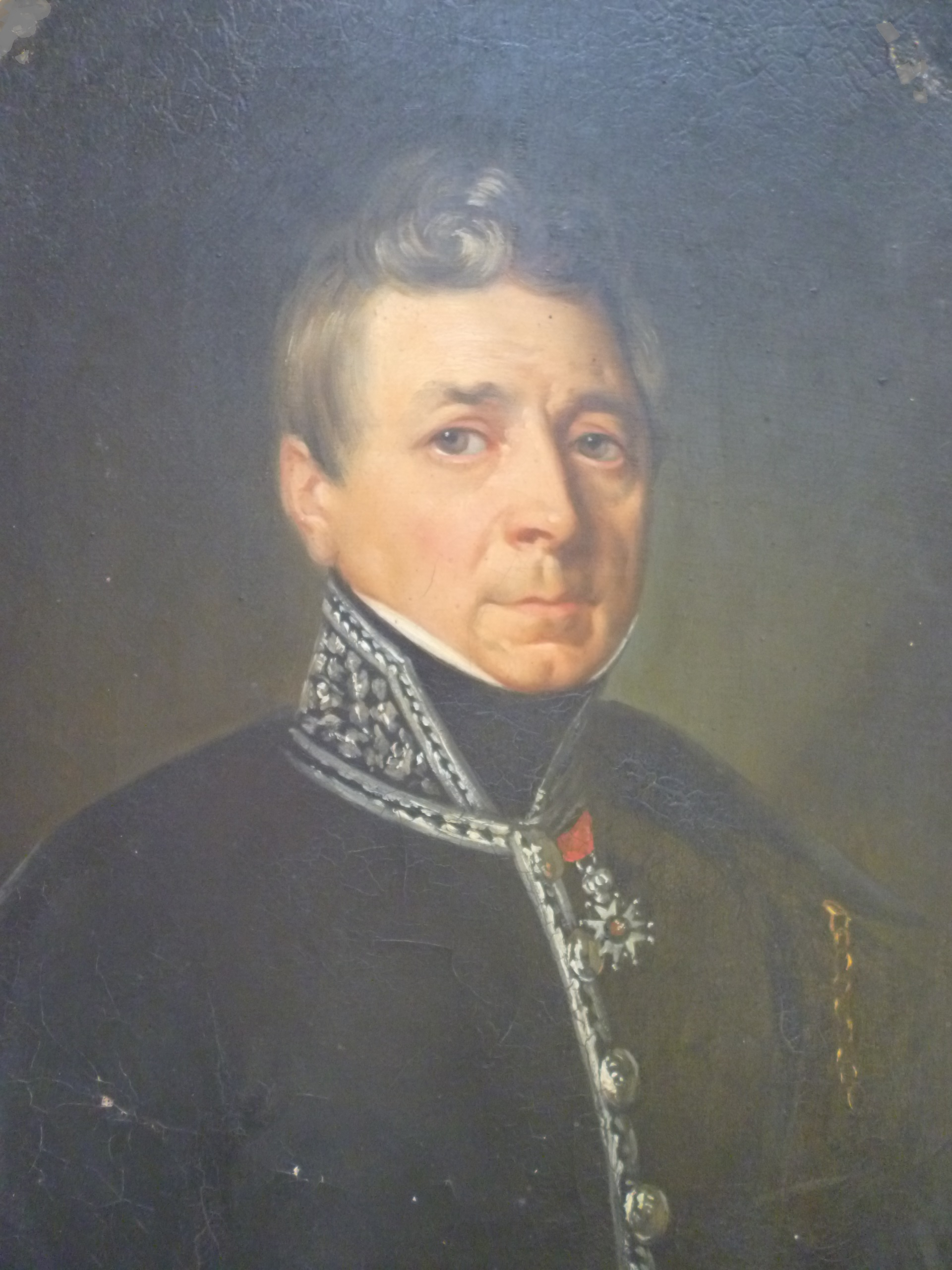
Jules Joseph de Chapelain, sous-préfet de Marvejols sous la Restauration.

L'origine du château remonte à la fin du XIIIe siècle. 
Il faut savoir que le château du Champ est une propriété familiale, et fut toujours transmis aux héritiers les plus directs, le plus souvent par les femmes, et ce depuis son édification jusqu'à la fin du XIIIe siècle. Le château figura depuis sa construction et pour trois générations dans la maison d'Altier (1308-1375), l'une des plus anciennes familles du Gévaudan. Elle s'est éteinte au XIVe siècle dans une branche de la famille de Borne(remontant elle-même au XIe siècle), par le mariage en 1375, du damoiseau Armand de Borne avec Delphine d'Altier, fille unique de Raymond d'Altier. Il en résultera la création d'une nouvelle maison, les Borne d'Altier (1375-1828), solidement implantée au Champ pour une bonne douzaine de générations et porteront les titres de comte d'Altier et de marquis du Champ. Après la Révolution, en 1812, le dernier descendant des Borne d'Altier mourut sans postérité après avoir racheté le Champ à sa tante, qui l'avait elle-même racheté à l'administration en 1796 afin qu'il reste toujours dans la famille. La succession, à défaut d'arriver à l'oncle (Charles Elisabeth Michel de Borne d'Altier, émigré à l'étranger en juin 1793), car il n'existait plus civilement, arriva donc au petit cousin Jules de Chapelain, sous-préfet de Marvejols. La famille Chapelain (1812-1905) a conservé la propriété du Champ tout au long du XIXe siècle, et entrepris quelques aménagements, comme on le verra par la suite. À la troisième génération des Chapelain, Joseph baron de Chapelain de Gras Saint Sauveur marquis du Champ n'eut que trois filles : l'aînée, Elisabeth qui transmit le nom (1899), se maria à Alfred Gaspard comte de Gourcy-Récicourt (juriste ancien officier dans les zouaves pontificaux) morte prématurément, ses enfants seront déshérités du château au profit de sa petite sœur, Marie Margueritte mariée à Maurice Raguenet de Saint Albin  et le Champ passa donc successivement aux Raguenet de Saint Albin (1905) puis aux Gourcy-Récicourt qui le rachètent à la suite de la faillite des précédents (1919).
Le 29 septembre 1928, Joseph Varin d'Ainvelle qui avait épousé la comtesse Elizabeth  de Gourcy-Récicourt racheta le château du Champ et la partie réduite des biens qui y restent encore attachés, à sa tante mademoiselle Alix de Gourcy de Chapelain. On constate donc que le Champ reste toujours, depuis près de sept siècles, dans la même famille, et depuis 1928, chez les Varin d'Ainvelle, qui le possèdent toujours. La construction de ce nouveau château, au départ un petit castelet, peut se situer entre 1288 et 1308. Les matériaux de construction ont été le granit, le calcaire et le schiste, ce dernier réservé aux murailles. Ce premier édifice sera largement agrandi et remanié en deux phases. Au XVIe siècle tout d'abord, par l'adjonction de l'aile nord, qui joint le bâtiment ouest au donjon, si l'on en juge d'après les fenêtres à meneaux, grandes ouvertures typiques de l'époque de la Renaissance, et ensuite au XVIIIe siècle par différentes réparations qui furent synonymes de la fin du « vieux » logis féodal défensif. Au XIXe siècle, on a crépi les façades, ce qui donne à ce château un côté féerique selon le rythme des saisons et l'incidence du soleil. Ces différents aménagements successifs ont chacun laissé leur empreinte. 
Le site du château du Champ sera classé en 1942 et ensuite les façades, les toitures et le parc ont fait l'objet d'une inscription à l'inventaire supplémentaire des monuments historiques le 14 avril 1965. Ce château appartient aujourd'hui à une personne privée et ne se visite pas. C'est en 1981, devant l'ampleur, l'urgence et le coût des travaux à réaliser, qu'il a été décidé de créer une SCI familiale, avec pour but de restaurer et de faire vivre ce patrimoine.

## Architecture du château
Selon Albert Maumène, historien du château du Champ, avant le XVe siècle, les constructions de ce castelet, désigné dans les vieux titres sous le nom de « castrum », s'agençaient en deux ailes disposées en équerre ; l'une au sud, l'autre à l'ouest, le tout flanqué de trois tours, deux côté sud, une au centre de la façade ouest et une échauguette à l'angle nord-ouest. Au nord-est et détaché du reste de l'édifice, s'élevait le donjon, avec ses meurtrières, son chemin de ronde et ses mâchicoulis encore bien présents. Une enceinte entourait le vaste terre-plein sur lequel s'élève le château d'une forme trapézoïdale. Deux tours de défense, une à chaque angle nord-ouest et nord-est, reliées entre elles par un mur, commandaient l'ensemble au nord. Deux hauts murs de terrasse le fermaient à l'est et à l'ouest, tandis qu'un large fossé le protégeait au sud. Ainsi, la défense était assurée par les remparts dont les trois côtés étaient à pic sur la rivière et par un fossé et une herse, côté sud.
Au XVe siècle, il fut procédé à plusieurs adjonctions à l'édifice féodal, notamment l'aile nord, qui relia ainsi le bout de l'aile ouest au donjon, jusqu'alors isolé. Les fenêtres à meneaux que nous voyons encore aujourd'hui s'ouvrir côté nord, semblent dater du XVIe siècle. Ainsi l'édifice prit sa forme actuelle dite en « fer à cheval » ou en « U ». En outre, vers 1450, on construisit la tour d'angle intérieure, qui regarde l'est (la cour), plus haute que le donjon, mais dans laquelle se trouve un escalier tournant qui dessert le premier étage et l'étage des combles. Enfin fut édifié un rempart avec une poterne, à l'extrémité des deux ailes, à hauteur du donjon. Ce rempart ferma complètement la cour entre les bâtiments et donna donc au château, un plan en « carré ». Ainsi le château se présentait avec deux enceintes : celle extérieure commandée par ses deux tours de défense au nord et le fossé au sud, et celle intérieure que commandait l'édifice lui-même, avec son donjon et son rempart flanqué de deux tours. 
Différentes réparations effectuées vers le milieu du XVIIIe siècle firent perdre à l'édifice son fort caractère féodal. C'est sans doute à ce moment que la chapelle qui occupait alors l'extrémité de l'aile sud fut transformée en cuisine, et qu'une autre fut construite au pied du rempart nord. Comme le voudrait la légende, cette nouvelle chapelle aurait été édifiée en ex-voto, au niveau où l'eau de la rivière alors en crue dévastatrice, se serait arrêtée. C'est à cette même époque que de grandes fenêtres furent percées dans la façade ouest, afin de faire pénétrer à flots la lumière au sein de l'édifice, mais ce au détriment de son caractère défensif. Par ailleurs, pour se conformer au goût du jour, on voulut faire une cour d'honneur. On décida d'ouvrir l'ancien rempart qui fermait la cour d'enceinte du côté est, et c'est alors que fut agencé et axé sur cette dernière, le perron à double révolution et deux paliers latéraux enserrant une niche, vide aujourd'hui. Cet escalier comporte deux doubles volées de marches que limite seulement le bandeau de pierre, sans balustrade ni rampe.
Sous la période révolutionnaire, les terres et le château furent saisis et vendus, les tours rasées à hauteur des toits, le château pillé et les papiers enlevés. Les dernières transformations furent effectuées par M. de Chapelain, dans les années 1860. Il fit rehausser les tours (en poivrières) qui avaient été décapitées et fit démolir complètement le rempart qui fermait la cour intérieure, et l'a ainsi mise en évidence. Il fit construire au fond de cette dernière, une galerie vestibule.
Pour résumer, des dispositions défensives initiales du château du Champ, il subsiste aujourd'hui de la première enceinte, les murs des remparts qui sont les murs de la terrasse de la plate-forme du château, les deux tours ruinées d'angle (celle au nord-est ayant été transformée en pigeonnier), alors que rien n'indique plus la position de l'ancien fossé. De la seconde enceinte demeurent le corps principal de logis, ses deux ailes en fer à cheval, la tour à curieuse échauguette, le donjon élancé et dans le mur en face de ce dernier, quelques grosses pierres indiquant l'attache du rempart et de sa poterne, qui reliait les deux ailes et fermait la cour. Tous les aménagements successifs ont laissé leur empreinte. Selon M. de Chapelain : « il résulte de cet ensemble de travaux, un édifice incohérent, où l'on trouve un peu de tout ». Pour autant, cela n'altère en rien la beauté de ce château, la variété de l'architecture constitue le témoignage de son riche passé.
Le château du Champ est l'un des lieux de tournage du film de Coline Serreau Saint-Jacques… La Mecque (2005)